# Синьокрило бърне
Синьокрило бърне (Anas discors) е вид птица от семейство Патицови (Anatidae).

## Разпространение и местообитание
Разпространен е в Американските Вирджински острови, Ангуила, Антигуа и Барбуда, Аржентина, Аруба, Барбадос, Бахамските острови, Белиз, Бермудските острови, Боливия, Бонер, Синт Еустациус, Саба, Бразилия, Британските Вирджински острови, Венецуела, Гваделупа, Гватемала, Гвиана, Гренада, Доминика, Доминиканската република, Еквадор, Кайманови острови, Канада, Колумбия, Коста Рика, Куба, Мартиника, Мексико, Монсерат, Никарагуа, Панама, Перу, Пуерто Рико, Салвадор, САЩ, Сейнт Винсент и Гренадини, Сейнт Китс и Невис, Сейнт Лусия, Сен Мартен, Сен Пиер и Микелон, Суринам, Тринидад и Тобаго, Търкс и Кайкос, Френска Гвиана, Хаити, Хондурас, Чили и Ямайка.